# Guntars Krasts
Guntars Krasts (Riga, 16 ottobre 1957) è un politico lettone, Primo ministro dal 7 agosto 1997 al 26 novembre 1998.